# Teucholabis complexa
Teucholabis complexa là một loài ruồi trong họ Limoniidae. Chúng phân bố ở miền Tân bắc và Neotropic.